# Lucius Caesetius Flavus
Lucius Caesetius Flavus was volkstribuun in het jaar 44 v.Chr.. Hij was een tegenstander van Julius Caesar, en werd door deze samen met zijn ambtsgenoot Epidius Marullus uit zijn ambt en uit de senaat gezet omdat ze de kronen van de standbeeld van de dictator hadden laten verwijderen en degene die Caesar als "koning" had begroet laten opsluiten. Nadat hij Flavus uit de senaat had gezet, spoorde Caesar diens vader aan hem te onterven. Maar vader Caesetius antwoordde dat hij nog liever zijn drie zonen zou verliezen dan er één te overladen met schande. Bij de volgende consulaire comitia werden er vele stemmen aan Flavus gegeven, die, door zijn moedige houding tegenover de dictator, enorm populair was geworden te Rome.

## Antieke bronnen
| - Appianus, B. G. II 108, 122, IV 93. - Suet., Caes. 79, 80. - Cass. Dio, XLIV 9, 10, XLVI 49. - Plut., Caes. 61, Anton. 12. | - Vell. Pat., II 68. - Liv., Epit. CXVI. - Cic., Philipp. XIII 15. - Val. Max., V 7 § 2. |

## Referentie
- W. Bodham Donne, art. Flavus, L. Caesetius, in W. Smith (ed.), A dictionary of Greek and Roman biography and mythology, II, Boston, 1867, p. 175.